# Diário do Sul (Rio Grande do Sul)
O Diário do Sul foi um jornal que circulou no Rio Grande do Sul, com sede em Porto Alegre, durante dois anos, entre 1986 e 1988.
O jornal surge a partir do grupo Gazeta Mercantil e a iniciativa marca uma imprensa voltada ao jornalismo cultural. O jornal tinha como modelo os quality papers europeus: um jornal de tiragem reduzida, de credibilidade e influência, dirigido a um público culto. Segundo Hélio Gama Filho, fundador do jornal, "precisávamos ser diferentes da concorrência ou não haveria razão para alguém comprar o jornal"   .

## Caderno de Cultura
A qualidade do Diário do Sul se pautou na cultura. Longos textos apoiados em muitas fontes, agência internacionais e redigidos por jornalistas renomados no Rio Grande do Sul.
A qualidade do jornalismo do Diário do Sul estava também na editoria gráfica do jornal, principalmente no que refere às fotografias do diário, marcadas pela autoria e interpretação dos fatos .
Um dos grandes empecilhos a sua continuidade - a falta de maior empenho na apuração de assuntos mais populares como esportes e polícia ajuda a minar a existência do diário. O jornal também conviveu com problemas estruturais, já que não contava com parque gráfico próprio e era impresso em Santa Cruz do Sul,no interior do Estado.Segundo Ana Rita Marini, havia um purismo exagerado na seleção das pautas e o jornal não refletia temas como esporte e polícia, assuntos que chamam a atenção do leitor .
O slogan do jornal gaúcho era "cultura na capa", resumindo a importância dada ao segmento cultural. O leitor do jornal era supostamente um de alto nível intelectual e disposto a ler longa matérias em página standard .
A cultura no Diário do Sul pode ser resumida como a cobertura dos principais eventos ligados às artes plásticas e cênicas, cinema, música, teatro e mostras culturais. O jornal era cosmopolita, ou seja, não se restringia à cobertura dos eventos regionais.
Poucas fontes eram consultadas para a escrita das reportagens e em geral, institucionais ou diretamente relacionadas com o evento cultural. Por outro lado, esse dado é fundamental para verificar a rotina dos jornalistas que eram também pesquisadores ao contextualizar os fatos. Profissionais como Luiz Carlos Barbosa, Luiz Carlos Merten, Hélio Gama Filho, Jaqueline Joner, Glênio Póvoas, Ana Barros Pinto, Renato Lemos Dalto, Jorge Fernando Gallina e Antônio Hohlfeldt compuseram o quadro funcional do Diário. Eduardo Bueno, mais conhecido como Peninha, atuou como colaborador do jornal.

## Fim do jornal
O jornal teve a última edição publicada em 30 de setembro de 1988. De acordo com Hélio Gama Filho, foram 22 meses de existência, 581 edições, 18.000 assinantes e 18 prêmios conquistados .